# Bimota YB6
La YB6 est un modèle de motocyclette du constructeur italien Bimota.
La YB6 est présentée lors du salon de Tokyo de 1987. Elle est l'œuvre de Federico Martini.

## Description
Elle est équipée du moteur Yamaha équipant la FZR 1000 Genesis. C'est un quatre cylindres en ligne quatre temps de 989 cm³. Il développe 140 chevaux à 9 000 tr/min pour un couple de 11,5 mkg à 7 500 tr/min. Il est alimenté par quatre carburateurs Mikuni de 37 mm de diamètre.
Le cadre est de type périmétrique, en aluminium, de section carrée. La colonne de direction intègre un excentrique qui permet de faire varier l'angle de chasse.
La fourche télescopique Marzocchi de 42 mm de diamètre est réglable en détente et compression et adopte un système anti-plongée. Le monoamortisseur arrière est lui aussi réglable en détente et compression.
Alors, que la brochure publicitaire l'annonçait en acier inoxydable, le silencieux d'échappement est en réalité en aluminium.
Les jantes sont signées Oscam.
À l'occasion de la présentation de l'équipe Bimota en 1989 à l'hôtel Ambasciatori de Rimini, Bimota annonce la sortie de la YB6 Exup.
Elle utilise désormais le moteur de la FZR 1000 Exup, de 1 002 cm³, avec des côtes d'alésage et de course de 75,5 et 56 mm. Les carburateurs perdent 1 mm de diamètre. La culasse passe à cinq soupapes par cylindre. Et on ajoute une valve commandée électroniquement, chargée de faire varier et optimiser le flux gazeux à l'échappement. Ce moteur développe 148 chevaux à 10 000 tr/min. 
La partie cycle est identique à la YB6 standard. Le feu arrière rond est remplacé par un modèle carré.
La YB8 est exactement la même machine que la YB6 Exup.
Toujours en 1989, mais lors du salon de Milan, Bimota annonce la sortie de la YB6 Tuatara. Cette fois, cette machine est créée sous la direction de l'ingénieur Pier Luigi Marconi, Martini ayant été remercié par la firme une semaine après la sortie de la YB6 Exup.
Le moteur est toujours celui de la FZR 1000 Exup, mais il est alimenté par une injection électronique Weber Marelli. Il développe 145 chevaux à 9 500 tr/min.
La fourche télescopique, toujours Marzocchi est désormais inversée.
La YB6 était disponible en une seule livrée, rouge et blanche avec des filets dorés. Elle était vendue 13 200 €, soit en kit, soit montée. Il a été vendu 36 kits et 510 machines montées. La YB6 Exup était disponible avec les mêmes coloris que la YB6, pour 14 538 €. Elle a été vendue à 114 exemplaires. La YB6 Tuatara était vendue en rouge et argent, avec des jantes blanches pour 16 860 €. Elle a été produite à 60 exemplaires.